# Hari Mandir Sáhib

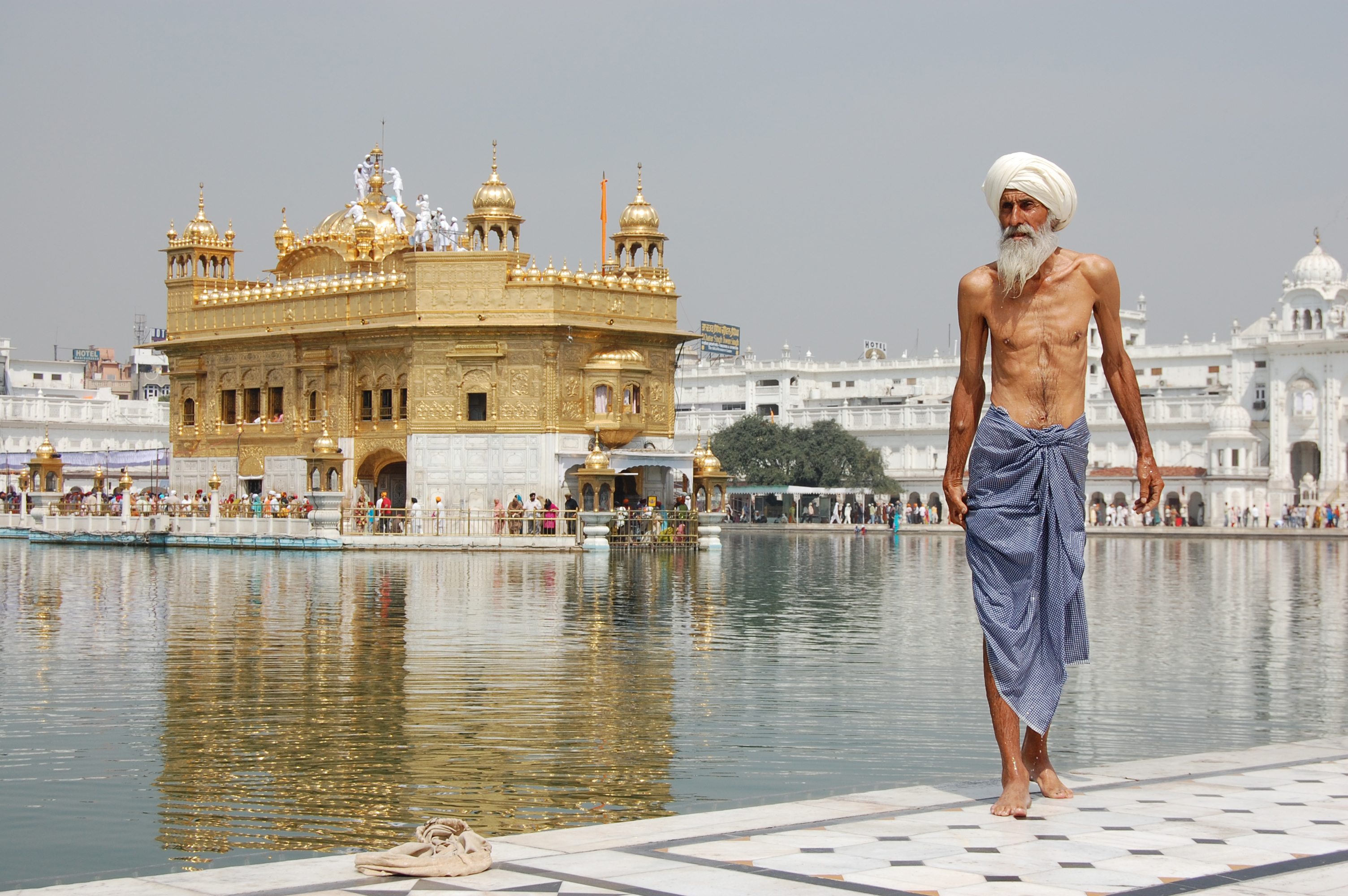
Sikhský poutník u Zlatého chrámu v Amritsaru.

Hari Mandir Sáhib (paňdžábsky: ਹਰਿਮੰਦਰ ਸਾਹਿਬ), nebo Harimandra Sáhiba (paňdžábsky: ਹਰਿਮੰਦਿਰ ਸਾਹਿਬ) je nejposvátnější svatyně sikhismu, která se nachází v Amritsaru, v indickém státu Paňdžáb, obecně známá jako Zlatý chrám. Harimandir doslova znamená „Boží chrám“, Hari je výraz pro Boha a Mandir znamená chrám. Stoupenci sikhismu, pro něž je chrám symbolem svobody a duchovní nezávislosti, přicházejí do chrámu z celého světa, aby si užili jeho okolí a nabídli modlitby.